# Yaghi-Siyan
Yaghi-Siyan, turški suženj seldžuškega sultana Malik Šaha I., guverner Antiohije med prvo križarsko vojno, † 3. junij 1098.
Sultan Malik Šah I. je leta 1085 osvojil Antiohijo in okrog leta 1090 za njenega guvernerja imenoval Yaghi-Siyana. Malik Šah je leta 1092 umrl in njegov naslednik Tutuš I. je Yaghi-Siyanu podelil še ozemlja okrog Manbidža in Turbesela. Ko je Tutuš leta 1095 umrl, sta se njegova sinova Ridvan in Dukak sprla za oblast v Siriji in zase zahtevala Alep oziroma Damask. Ridvanovi zahtevi za Alepom se je Dukak uprl, pri čemer sta ga podprla tudi Yaghi–Siyan in vladar Mardina Ilghazi. Ko sta Dukak in Ilghazi odšla na pomoč oblegani Antiohiji, so Ridvan in njegovi zavezniki vdrli na Yaghi–Siyanovo ozemlje in oblegali Damask. Leta 1097 se je Ridvan sprl s svojim pokroviteljem Janahom ad-Dawlom in Yagi–Siyan je bil zdaj pripravljen z njim skleniti zavezništvo, ki so ga potrdili z Ridvanovo poroko z Yagi–Siyanovo hčerko.  Nova zaveznika sta se nato skupaj pripravila na napad na Shaizar, ko sta izvedela, da prihajajo križarji, pa sta se umaknila in se začela pripravljali na njihov napad.
Ko so križarji začeli oblegati Antiohijo, so Yaghi-Siyana zavezniki zapustili, tako da se je moral samo s svojo vojsko upirati oblegovalcem.  Med pripravami na obleganje je iz mesta izgnal mnogo grških in armenskih pravoslavnih kristjanov, ki jim ni zaupal. Grškega patriarha Ivana Oksita je zaprl in katedralo sv. Petra pretvoril v konjušnico. Sirijskih pravoslavnih kristjanov na splošno ni nadlegoval, ker so bili sovražniki Grkov in Armencev in jih je zato imel za bolj lojalne. Med obleganjem Antiohije pozimi leta 1097-1098 sta Yaghi-Siyan in njegov sin Shams ad-Dawla sta iskala pomoč pri Dukaku, branilci pa so z izpadi iz mesta pogosto napadali križarski tabor in njihove oskrbovalne enote. 
Yaghi-Siyan je od svojih ovaduhov izvedel za nesoglasja med kristjani, predvsem med Rajmondom Touluškim in Bohemondom Tarantskim, ki sta hotela imeti mesto vsak zase. Ko se je Bohemond odpravil iskat hrano, je Rajmond 29. decembra 1097 napadel mesto, vendar so branilci napad odbili. 30. decembra se je Dukakova vojska, ki je prihajala na pomoč Yaghi-Siyanu, spopadla z Bohemondovimi oskrbovalnim četami. Dukak je doživel poraz in se je umaknil v Homs.
Yaghi-Siyan je nato za pomoč zaprosil Ridvana in februraja 1098 so križarji porazili tudi njegovo vojsko. Med spopadom, ki je potekal daleč od mesta, so antioški branilci naredili izpad in napadli križarske pešake, ki so branili tabor. Križarji so napad vzdržali, dokler se ni iz bitke z Ridvanom vrnila glavnina križarske vojske. Marca je Yaghi-Siyan iz zasede napadel križarje, ki so iz pristanišča sv. Simeona tovorili les in druge potrebščine. Ko so v križarskem taboru izvedeli, da sta bila med napadom Rajmond in Bohemond ubita, je nastala splošna zmeda in Yaghi-Siyan  je napadel še ostali del križarske vojske pod poveljstvom Godfreja Bouillonskega. Novica o Bohemondovi in Rajmondovi smrti je bila lažna. Oba sta se kmalu vrnila v tabor in Yaghi-Siyan se je moral umakniti v mesto. 
Guverner Antiohije se je nato obrnil po pomoč k mosulskemu atabegu Kerbogi in križarji so se zavedali, da morajo mesto osvojiti pred njrgovim prihodom.  Bohemond se je zato skrivoma pogajal z Armencem Firuzom, enim od Yaghi-Siyanovih stražarjev, ki je bil pripravljen izdati mesto, in križarjem je v noči med 2. in 3. junijem 1098 uspelo vdreti v Antiohijo. Yaghi-Siyan je s svojo osebno stražo pobegnil iz mesta, njegov sin pa je ostal v mestu in branil mestno citadelo. Yaghi-Siyan je med begom padel s konja in se tako hudo poškodoval,  da ni mogel nadaljevati poti. Njegovi stražarji so ga pustili ležati ob poti in pobegnili. Tam ga je našel nek Armenec, ki mu je odrezal glavo in jo kot darilo poslal Bohemondu.
Bohemond in Rajmond  sta se še naprej prepirala za oblast v mestu. Rajmond se je nastanil v Yaghi-Siyanovi rezidenci, Bohemond pa v mestni citadeli, ki so jo križarji osvojili teden dni kasneje, in prepiri so se za nekaj mesecev umirili.
Križarji so Yaghi-Siyanovo ime pisali v različnih latinskih oblikah, med njimi tudi Acxianus, Gratianus in Cassianus. Rezidenca, ki jo je zasedel Rajmond, je bila znana kot palatium Cassiani.

## Vira
- Steven Runciman, A History of the Crusades, vol. I: The First Crusade and the Foundation of the Kingdom of Jerusalem. Cambridge University Press, 1951.
- The Damascus Chronicle of the Crusades: Extracted and Translated from the Chronicle of Ibn al-Qalanisi. H.A.R. Gibb, 1932.